# Circoscrizioni elettorali in Italia
Le circoscrizioni elettorali in Italia variano a seconda del tipo di elezione.

## Elezioni politiche

### Camera dei deputati

Circoscrizioni elettorali italiane secondo la legge elettorale del 2017

In base alla legge elettorale italiana del 2017, ai fini dell'elezione della Camera dei deputati il territorio nazionale è suddiviso in 28 circoscrizioni, 14 delle quali coincidono con una regione mentre le restanti corrispondono ad una o più province delle 6 regioni più popolose. Tale suddivisione ripropone quella introdotta dalla precedente legge elettorale del 1993, che aveva modificato la suddivisione precedentemente in vigore, e si completa con la circoscrizione Estero, prevista in base all'articolo 48 della Costituzione dopo la modifica apportata nel 2000 con la legge costituzionale che regolava il voto degli italiani residenti all'estero.
Le circoscrizioni sono:
- Piemonte 1 (comprendente la città metropolitana di Torino);
- Piemonte 2 (comprendente le altre province della regione);
- Lombardia 1 (comprendente la città metropolitana di Milano e la provincia di Monza e Brianza);
- Lombardia 2 (comprendente le province di Como, Sondrio, Varese e Lecco);
- Lombardia 3 (comprendente le province di Bergamo e Brescia);
- Lombardia 4 (comprendente le province di Pavia, Lodi, Cremona e Mantova);
- Trentino-Alto Adige;
- Veneto 1 (comprendente la città metropolitana di Venezia e le province di Treviso e Belluno);
- Veneto 2 (comprendente le province di Padova, Verona, Vicenza e Rovigo);
- Friuli-Venezia Giulia;
- Liguria;
- Emilia-Romagna;
- Toscana;
- Umbria;
- Marche;
- Lazio 1 (comprendente la città metropolitana di Roma Capitale);
- Lazio 2 (comprendente le altre province della regione);
- Abruzzo;
- Molise;
- Campania 1 (comprendente la città metropolitana di Napoli);
- Campania 2 (comprendente le altre province della regione);
- Puglia;
- Basilicata;
- Calabria;
- Sicilia 1 (comprendente le province di Palermo, Agrigento, Caltanissetta e Trapani);
- Sicilia 2 (comprendente le province di Catania, Messina, Enna, Ragusa e Siracusa);
- Sardegna;
- Valle d'Aosta.

L'Italia è formata da un collegio unico nazionale ripartito in ventotto circoscrizioni costituite proporzionalmente alla popolazione di ciascuna, sulla base dell'ultimo censimento generale, da 232 collegi uninominali (comprensivi di 1 collegio uninominale in Valle d'Aosta e 6 collegi in Trentino Alto-Adige). I restanti collegi sono plurinominali e sono costituiti, di norma, dall'aggregazione del territorio di collegi uninominali contigui e tali che a ciascuno di essi sia assegnato un numero di seggi non inferiore a tre e non superiore a otto.

#### Circoscrizioni storiche
Dal 1948 al 1993 la suddivisione del territorio nazionale in circoscrizioni ai fini dell'elezione della Camera dei deputati riprendeva quella adottata per la prima volta nel 1946 con l'elezione dell'Assemblea Costituente: il territorio nazionale veniva suddiviso in 32 circoscrizioni, ciascuna comprendente una o più province.
Tra il 1993 e il 2017 la Legge Mattarella prima e la Legge Calderoli poi suddivisero l'Italia in 27 circoscrizioni, a cui, per effetto della Legge Tremaglia, si aggiunse dal 2001 la Circoscrizione Estero.

### Senato della Repubblica

Circoscrizioni elettorali italiane secondo la legge elettorale del 2017

L'articolo 57 della Costituzione stabilisce che l'elezione del Senato della Repubblica avvenga su base regionale: a ciascuna circoscrizione regionale è assegnato un numero di seggi proporzionale alla popolazione residente, purché non inferiore a tre (al Molise e alla Valle d'Aosta sono assegnati rispettivamente due e un seggio). A partire dal 2000 ai residenti all'estero è riservata l'elezione di sei senatori: con la legge elettorale del 2005 è stata pertanto introdotta, accanto alle 20 circoscrizioni regionali, un'apposita circoscrizione Estero, suddivisa in quattro ripartizioni in modo analogo a quanto previsto per la Camera dei deputati (un senatore per ogni ripartizione estera, i restanti due in base alla popolazione residente).
La legge elettorale del 2017 prevede, ripartiti nelle venti circoscrizioni senatoriali proporzionalmente alla popolazione di ciascuna, sulla base dell'ultimo censimento generale, 74 collegi uninominali (comprensivi di 1 collegio uninominale in Valle d'Aosta e 6 collegi uninominali in Trentino-Alto Adige). I restanti collegi sono plurinominali e vengono costituiti mediante aggregazione di collegi uninominali contigui in modo tale da esprimere un numero di seggi non inferiore a due e non superiore a otto. In passato la legge elettorale del 2005 prevedeva che la sola circoscrizione Trentino-Alto Adige fosse ulteriormente suddivisa in collegi maggioritari uninominali. In precedenza tutte le circoscrizioni erano suddivise in collegi uninominali: la legge elettorale del 1946 prevedeva di fatto un meccanismo di attribuzione dei seggi alle liste in proporzione alla somma dei voti da queste ottenuti in tutti i collegi nella medesima circoscrizione. Con la legge elettorale del 1993 tre quarti dei seggi erano assegnati sulla base di un sistema maggioritario uninominale, la parte residua veniva attribuita secondo un sistema proporzionale su base regionale, ossia circoscrizionale.
Le circoscrizioni sono:
- Valle d'Aosta
- Piemonte
- Lombardia
- Trentino-Alto Adige
- Veneto
- Friuli-Venezia Giulia
- Liguria
- Emilia-Romagna
- Toscana
- Umbria
- Marche
- Lazio
- Abruzzo
- Molise
- Campania
- Puglia
- Basilicata
- Calabria
- Sicilia
- Sardegna

### Circoscrizione Estero

La circoscrizione Estero e le sue quattro ripartizioni.

Alle circoscrizioni nazionali va aggiunta la circoscrizione Estero, a sua volta suddivisa in quattro ripartizioni:
- Europa;[5]
- America Meridionale;[6]
- America Settentrionale e Centrale;[6]
- Africa, Asia, Oceania e Antartide.[7]

A ognuna delle quattro ripartizioni sono attribuiti almeno 1 deputato e 1 senatore, mentre i restanti parlamentari sono assegnati proporzionalmente in base alla popolazione italiana residente. Dal 2006 al 2020 ha eletto 12 deputati su 630 e 8 senatori su 315, divenuti poi 8 deputati su 400 e 4 senatori su 200 dopo il 2020.
I seggi sono assegnati su base proporzionale in base al numero di voti ottenuti dalla lista, i cui candidati sono scelti con il voto di preferenza.

### Deputati e senatori per circoscrizione
Prima del 2020
Di seguito si fornisce un quadro riassuntivo dei deputati e senatori eletti in ogni circoscrizione prima della riduzione del numero dei parlamentari avvenuta nel 2020 (da 630 a 400 deputati e da 315 a 200 senatori). I dati anagrafici sono di poco successivi all'ultima elezione di 630 deputati e 315 senatori, ovvero le elezioni politiche in Italia del 2018.
|                       |             | Camera dei deputati   | Camera dei deputati | Camera dei deputati | Camera dei deputati | Senato della Repubblica | Senato della Repubblica | Senato della Repubblica | Senato della Repubblica |
| Regione               | Popolazione | Circoscrizione        | Deputati            | % sul totale        | Abitanti per dep.   | Circoscrizione          | Senatori                | % sul totale            | Abitanti per sen.       |
| --------------------- | ----------- | --------------------- | ------------------- | ------------------- | ------------------- | ----------------------- | ----------------------- | ----------------------- | ----------------------- |
| Valle d'Aosta         | 126.188     | Valle d'Aosta         | 1                   | 0,16%               | 126.188             | Valle d'Aosta           | 1                       | 0,31%                   | 126.188                 |
| Piemonte              | 4.372.981   | Piemonte 1            | 23                  | 7,14%               | 97.177              | Piemonte                | 22                      | 6,98%                   | 198.771                 |
| Piemonte              | 4.372.981   | Piemonte 2            | 22                  | 7,14%               | 97.177              | Piemonte                | 22                      | 6,98%                   | 198.771                 |
| Lombardia             | 10.035.363  | Lombardia 1           | 40                  | 16,19%              | 98.385              | Lombardia               | 49                      | 15,56%                  | 204.803                 |
| Lombardia             | 10.035.363  | Lombardia 2           | 22                  | 16,19%              | 98.385              | Lombardia               | 49                      | 15,56%                  | 204.803                 |
| Lombardia             | 10.035.363  | Lombardia 3           | 23                  | 16,19%              | 98.385              | Lombardia               | 49                      | 15,56%                  | 204.803                 |
| Lombardia             | 10.035.363  | Lombardia 4           | 17                  | 16,19%              | 98.385              | Lombardia               | 49                      | 15,56%                  | 204.803                 |
| Trentino-Alto Adige   | 1.067.835   | Trentino-Alto Adige   | 11                  | 1,74%               | 97.075              | Trentino-Alto Adige     | 7                       | 2,22%                   | 152.547                 |
| Veneto                | 4.902.454   | Veneto 1              | 20                  | 7,93%               | 98.049              | Veneto                  | 24                      | 7,61%                   | 204.268                 |
| Veneto                | 4.902.454   | Veneto 2              | 30                  | 7,93%               | 98.049              | Veneto                  | 24                      | 7,61%                   | 204.268                 |
| Friuli-Venezia Giulia | 1.216.774   | Friuli-Venezia Giulia | 13                  | 2,06%               | 93.598              | Friuli-Venezia Giulia   | 7                       | 2,22%                   | 173.824                 |
| Liguria               | 1.555.338   | Liguria               | 16                  | 2,54%               | 97.208              | Liguria                 | 8                       | 2,54%                   | 194.417                 |
| Emilia-Romagna        | 4.453.322   | Emilia-Romagna        | 45                  | 7,14%               | 98.962              | Emilia-Romagna          | 22                      | 6,98%                   | 202.423                 |
| Toscana               | 3.736.668   | Toscana               | 38                  | 6,03%               | 98.333              | Toscana                 | 18                      | 5,71%                   | 207.592                 |
| Umbria                | 884.148     | Umbria                | 9                   | 1,43%               | 98.238              | Umbria                  | 7                       | 2,22%                   | 126.306                 |
| Marche                | 1.530.487   | Marche                | 16                  | 2,54%               | 95.655              | Marche                  | 8                       | 2,54%                   | 191.310                 |
| Lazio                 | 5.895.314   | Lazio 1               | 38                  | 9,21%               | 101.643             | Lazio                   | 28                      | 8,89%                   | 210.546                 |
| Lazio                 | 5.895.314   | Lazio 2               | 20                  | 9,21%               | 101.643             | Lazio                   | 28                      | 8,89%                   | 210.546                 |
| Abruzzo               | 1.314.371   | Abruzzo               | 14                  | 2,22%               | 93.883              | Abruzzo                 | 7                       | 2,22%                   | 187.767                 |
| Molise                | 308.313     | Molise                | 3                   | 0,48%               | 102.771             | Molise                  | 2                       | 0,63%                   | 154.156                 |
| Campania              | 5.823.991   | Campania 1            | 32                  | 9,52%               | 97.066              | Campania                | 29                      | 9,21%                   | 200.827                 |
| Campania              | 5.823.991   | Campania 2            | 28                  | 9,52%               | 97.066              | Campania                | 29                      | 9,21%                   | 200.827                 |
| Puglia                | 4.045.899   | Puglia                | 42                  | 6,67%               | 96.330              | Puglia                  | 20                      | 6,35%                   | 202.294                 |
| Basilicata            | 566.743     | Basilicata            | 6                   | 0,95%               | 94.457              | Basilicata              | 7                       | 2,22%                   | 80.893                  |
| Calabria              | 1.955.274   | Calabria              | 20                  | 3,17%               | 97.763              | Calabria                | 10                      | 3,17%                   | 195.527                 |
| Sicilia               | 5.023.285   | Sicilia 1             | 25                  | 8,25%               | 96.601              | Sicilia                 | 25                      | 7,94%                   | 200.931                 |
| Sicilia               | 5.023.285   | Sicilia 2             | 27                  | 8,25%               | 96.601              | Sicilia                 | 25                      | 7,94%                   | 200.931                 |
| Sardegna              | 1.646.590   | Sardegna              | 17                  | 2,70%               | 96.858              | Sardegna                | 8                       | 2,54%                   | 205.823                 |
| Estero                | 4.973.942   | Estero                | 12                  | 1,90%               | 414.495             | Estero                  | 6                       | 1,90%                   | 828.990                 |
| Italia                | 60.461.338  |                       | 630                 | 100,00%             | 95.970              |                         | 315                     | 100,00%                 | 191.940                 |

Dopo il 2020
Di seguito si fornisce un quadro riassuntivo dei deputati e senatori eletti in ogni circoscrizione a seguito dell'entrata in vigore della legge costituzionale n. 19 ottobre 2020, n. 1, in materia di riduzione del numero dei parlamentari (successiva a referendum costituzionale), che ha trovato la sua prima applicazione nelle elezioni politiche in Italia del 2022.
|                       |             | Camera dei deputati   | Camera dei deputati | Camera dei deputati | Camera dei deputati | Senato della Repubblica | Senato della Repubblica | Senato della Repubblica | Senato della Repubblica |
| Regione               | Popolazione | Circoscrizione        | Deputati            | % sul totale        | Abitanti per dep.   | Circoscrizione          | Senatori                | % sul totale            | Abitanti per sen.       |
| --------------------- | ----------- | --------------------- | ------------------- | ------------------- | ------------------- | ----------------------- | ----------------------- | ----------------------- | ----------------------- |
| Valle d'Aosta         | 123.337     | Valle d'Aosta         | 1                   | 0,25%               | 123.337             | Valle d'Aosta           | 1                       | 0,5%                    | 123.337                 |
| Piemonte              | 4.252.279   | Piemonte 1            | 15                  | 7,25%               | 146,630             | Piemonte                | 14                      | 7%                      | 303.734                 |
| Piemonte              | 4.252.279   | Piemonte 2            | 14                  | 7,25%               | 146,630             | Piemonte                | 14                      | 7%                      | 303.734                 |
| Lombardia             | 9.965.046   | Lombardia 1           | 25                  | 16%                 | 155.703             | Lombardia               | 31                      | 15,5%                   | 321.453                 |
| Lombardia             | 9.965.046   | Lombardia 2           | 14                  | 16%                 | 155.703             | Lombardia               | 31                      | 15,5%                   | 321.453                 |
| Lombardia             | 9.965.046   | Lombardia 3           | 14                  | 16%                 | 155.703             | Lombardia               | 31                      | 15,5%                   | 321.453                 |
| Lombardia             | 9.965.046   | Lombardia 4           | 11                  | 16%                 | 155.703             | Lombardia               | 31                      | 15,5%                   | 321.453                 |
| Trentino-Alto Adige   | 1.077.932   | Trentino-Alto Adige   | 7                   | 1,75%               | 153.990             | Trentino-Alto Adige     | 6                       | 3%                      | 179.655                 |
| Veneto                | 4.854.633   | Veneto 1              | 13                  | 8%                  | 151.707             | Veneto                  | 16                      | 8%                      | 303.414                 |
| Veneto                | 4.854.633   | Veneto 2              | 19                  | 8%                  | 151.707             | Veneto                  | 16                      | 8%                      | 303.414                 |
| Friuli-Venezia Giulia | 1.197.295   | Friuli-Venezia Giulia | 8                   | 2%                  | 149.661             | Friuli-Venezia Giulia   | 4                       | 2%                      | 299.323                 |
| Liguria               | 1.507.438   | Liguria               | 10                  | 2,5%                | 150.743             | Liguria                 | 5                       | 2,5%                    | 301.487                 |
| Emilia-Romagna        | 4.431.816   | Emilia-Romagna        | 29                  | 7,25%               | 152.821             | Emilia-Romagna          | 14                      | 7%                      | 316.558                 |
| Toscana               | 3.676.285   | Toscana               | 24                  | 6%                  | 153.178             | Toscana                 | 12                      | 6%                      | 306.357                 |
| Umbria                | 859.572     | Umbria                | 6                   | 1,5%                | 143.262             | Umbria                  | 3                       | 1,5%                    | 286.524                 |
| Marche                | 1.489.789   | Marche                | 10                  | 2,5%                | 148.978             | Marche                  | 5                       | 2,5%                    | 297.957                 |
| Lazio                 | 5.715.190   | Lazio 1               | 24                  | 9%                  | 158.755             | Lazio                   | 18                      | 9%                      | 317.510                 |
| Lazio                 | 5.715.190   | Lazio 2               | 12                  | 9%                  | 158.755             | Lazio                   | 18                      | 9%                      | 317.510                 |
| Abruzzo               | 1.273.660   | Abruzzo               | 9                   | 2,25%               | 141.517             | Abruzzo                 | 4                       | 2%                      | 318.415                 |
| Molise                | 290.769     | Molise                | 2                   | 0,5%                | 145.384             | Molise                  | 2                       | 1%                      | 145.384                 |
| Campania              | 5.590.681   | Campania 1            | 19                  | 9,25%               | 151.099             | Campania                | 18                      | 9%                      | 310.593                 |
| Campania              | 5.590.681   | Campania 2            | 18                  | 9,25%               | 151.099             | Campania                | 18                      | 9%                      | 310.593                 |
| Puglia                | 3.912.166   | Puglia                | 27                  | 6,75%               | 144.895             | Puglia                  | 13                      | 6,5%                    | 300.935                 |
| Basilicata            | 539.999     | Basilicata            | 4                   | 1%                  | 134.999             | Basilicata              | 3                       | 1,5%                    | 179.999                 |
| Calabria              | 1.844.586   | Calabria              | 13                  | 3,25%               | 141.891             | Calabria                | 6                       | 3%                      | 307.431                 |
| Sicilia               | 4.801.468   | Sicilia 1             | 15                  | 8%                  | 150.045             | Sicilia                 | 16                      | 8%                      | 300.091                 |
| Sicilia               | 4.801.468   | Sicilia 2             | 17                  | 8%                  | 150.045             | Sicilia                 | 16                      | 8%                      | 300.091                 |
| Sardegna              | 1.579.181   | Sardegna              | 11                  | 2,75%               | 143.561             | Sardegna                | 5                       | 2,5%                    | 315.836                 |
| Estero                | 5.806.068   | Estero                | 8                   | 2%                  | 725.758             | Estero                  | 4                       | 2%                      | 1.451.517               |
| Italia                | 58.983.122  |                       | 400                 | 100,00%             | 147.457             |                         | 200                     | 100,00%                 | 294.915                 |

## Elezioni europee

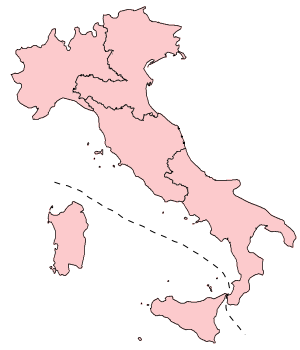
Circoscrizioni elettorali per il Parlamento europeo

La legge elettorale italiana per il Parlamento europeo, definita nelle sue linee essenziali nel 1979, stabilisce la suddivisione del territorio nazionale in cinque circoscrizioni:
1. Italia nord-occidentale, comprendente Piemonte, Valle d'Aosta, Liguria e Lombardia;
2. Italia nord-orientale, comprendente Veneto, Trentino-Alto Adige, Friuli-Venezia Giulia ed Emilia-Romagna;
3. Italia centrale, comprendente Toscana, Umbria, Marche e Lazio;
4. Italia meridionale, comprendente Abruzzo, Molise, Campania, Puglia, Basilicata e Calabria;
5. Italia insulare, comprendente Sicilia e Sardegna.

L'assegnazione dei seggi alle liste avviene comunque in funzione dei voti da esse presi nel collegio unico nazionale, ossia dalla somma dei voti raccolti nelle cinque circoscrizioni elettorali.

## Elezioni regionali
Per le elezioni regionali, la legge attribuisce alle singole regioni la definizione del sistema elettorale. Nelle regioni a statuto ordinario le circoscrizioni coincidono con le province. Tra le regioni a statuto speciale, Sicilia e Sardegna hanno circoscrizioni provinciali; il Friuli-Venezia Giulia è ripartito in cinque circoscrizioni, tre delle quali corrispondono a province (Trieste, Gorizia e Pordenone), mentre la provincia di Udine è divisa in due circoscrizioni (Udine e Tolmezzo); la Valle d'Aosta non è ripartita in circoscrizioni elettorali; in Trentino-Alto Adige il consiglio regionale è composto dai consiglieri delle province autonome di Trento e Bolzano.

## Elezioni amministrative
Sino a quando sono stati organi di primo livello, ossia eletti direttamente dai cittadini, i consigli provinciali erano suddivisi in collegi uninominali.
La ripartizione in circoscrizioni non è prevista ai fini dell'elezione dei consigli comunali.